# Magda Marosová
Magda Marosová (* 4. října 1951 Budapešť, Maďarsko) je bývalá maďarská sportovní šermířka, která se specializovala na šerm fleretem. Maďarsko reprezentovala v sedmdesátých a osmdesátých letech. Na olympijských hrách startovala v roce 1976 v soutěži družstev a v roce 1980 v soutěži jednotlivkyň a družstev. V soutěži jednotlivkyň získala na olympijských hrách 1980 stříbrnou olympijskou medaili. S maďarským družstvem fleretistek vybojovala na olympijských hrách 1976 a 1980 bronzovou olympijskou medaili. V roce 1973 vybojovala s družstvem titul mistryň světa.